# Yemi Mary John
Yemi Mary John, née le 3 mai 2003, est une athlète britannique spécialiste du 400 mètres.

## Biographie
Médaillée d'argent du 400 m lors des championnats d'Europe juniors de 2021, elle s'illustre au cours des championnats du monde juniors de 2022, à Cali, en Colombie, en s'adjugeant la médaille d'or du 400 m, et la médaille de bronze du 4 × 400 m.
En 2023, elle est sacrée championne d'Europe espoir du 400 m à Espoo.

## Palmarès
| Date | Compétition                    | Lieu     | Résultat | Épreuve         | Temps                    |
| ---- | ------------------------------ | -------- | -------- | --------------- | ------------------------ |
| 2021 | Championnats d'Europe juniors  | Tallinn  | 2e       | 400 m           | 53 s 06                  |
| 2022 | Championnats du monde en salle | Belgrade | 5e       | 4 × 400 m       | 3 min 29 s 82            |
| 2022 | Championnats du monde juniors  | Cali     | 1re      | 400 m           | 51 s 50                  |
| 2022 | Championnats du monde juniors  | Cali     | 3e       | 4 × 400 m       | 3 min 31 s 86            |
| 2023 | Championnats d'Europe espoirs  | Espoo    | 1re      | 400 m           | 51 s 04                  |
| 2023 | Championnats du monde          | Budapest | 2e       | 4 x 400 m mixte | 3 min 11 s 06            |
| 2024 | Jeux olympiques                | Paris    | 3e       | 4 x 400 m       | Participation aux séries |

## Records
| Épreuve | Marque  | Lieu  | Date            |
| ------- | ------- | ----- | --------------- |
| 400 m   | 51 s 04 | Espoo | 14 juillet 2023 |